# Асташина, Анна Константиновна
Анна Константиновна Асташина (род. 24 сентября 2005, Красноярск) — российская волейболистка, связующая. 

## Биография
Волейболом начала заниматься в красноярской спортивной школе «Юность» у тренера Н. А. Дубовецкой. Затем переехала в Санкт-Петербург, где продолжила занятия волейболом в СШОР Калининского района под руководством Е. В. Сивкова, а после — в Москву в СШОР № 65 «Ника» (тренер — В. Г. Лукашкин).
В 2019 году приглашена в Казань, где стала выступать за команду «Динамо-Академия»-УОР («Динамо-Ак Барс»-УОР), с которой трижды выиграла «золото» и дважды «серебро» Молодёжной лиги. В том же году (19 октября) в 14-летнем возрасте провела свой первый матч в суперлиге за «Динамо-Казань» в поединке против «Сахалина». В 2023—2024 участвовала уже в 4 матчах суперлиги в составе ВК «Динамо-Ак Барс». В 2024 году заключила контракт с «Ленинградкой» из Санкт-Петербурга, а в 2025 перешла в «Енисей». 

### Клубная карьера
- 2019—2024 —  «Динамо-Академия»-УОР/«Динамо-Ак Барс»-УОР (Казань) — молодёжная лига;
- 2019, 2023—2024 —  «Динамо-Казань»/«Динамо-Ак Барс» (Казань) — суперлига;
- 2024—2025 —  «Ленинградка» (Санкт-Петербург) — суперлига;
- с 2025 —  «Енисей» (Красноярск) — суперлига.

## Достижения

### Клубные
- серебряный призёр розыгрыша Кубка России 2024.
- серебряный призёр розыгрыша Кубка Легенд 2024.
- 3-кратная чемпионка (2020, 2022, 2024) и двукратный серебряный призёр (2021, 2023) Молодёжной лиги чемпионата России.
- двукратный победитель (2019, 2022) и двукратный серебряный призёр (2021, 2023) розыгрышей Кубка Молодёжной лиги.

### Индивидуальные
- 2024: лучшая связующая чемпионата Молодёжной лиги.